# Jeff Merkley

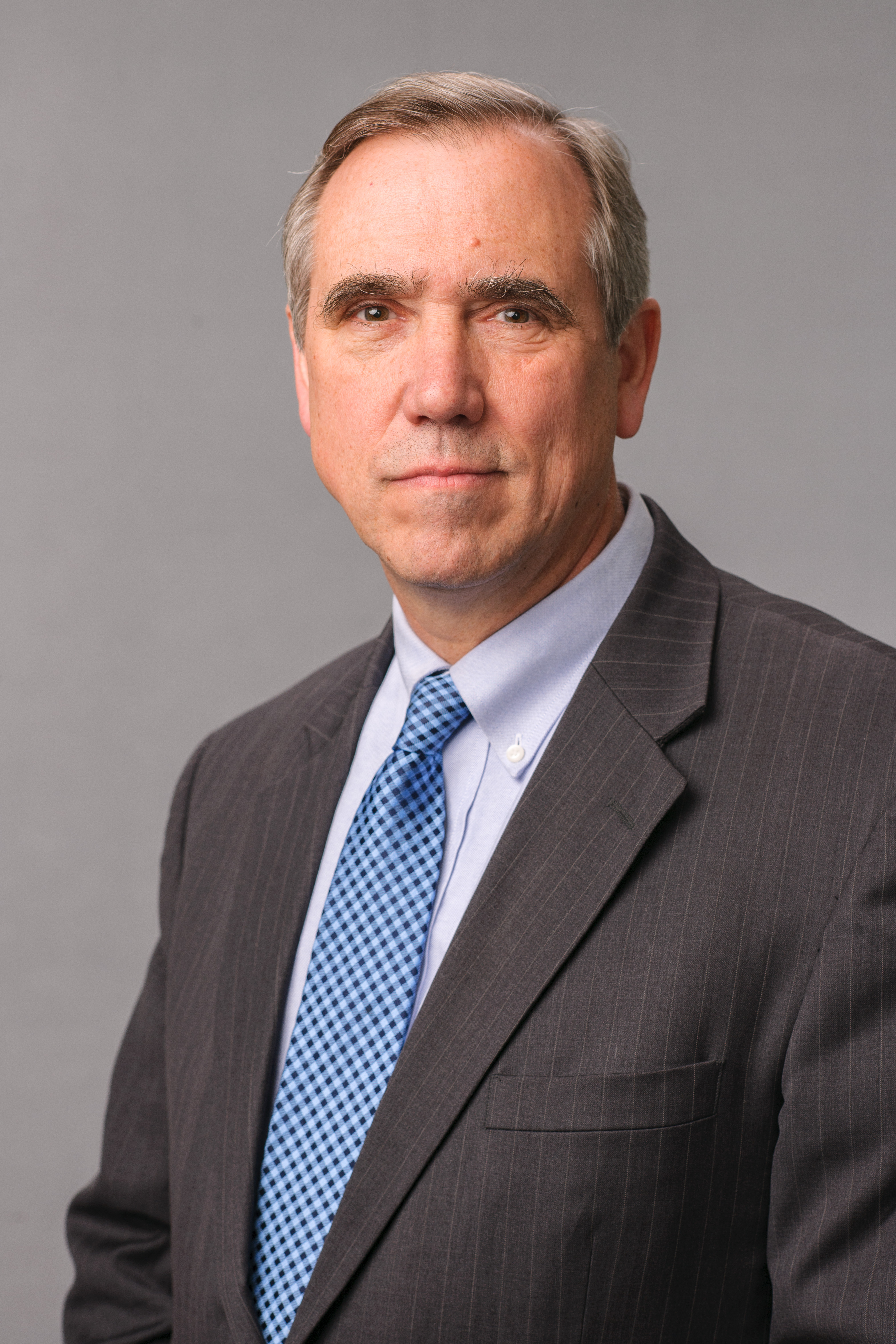
Jeff Merkley (2017)

Jeff Alan Merkley (* 24. Oktober 1956 in Myrtle Creek, Oregon) ist ein amerikanischer Politiker der Demokratischen Partei. Seit 2009 vertritt er Oregon im Senat der Vereinigten Staaten. Zuvor war er Abgeordneter im Repräsentantenhaus von Oregon und dessen Speaker.

## Familie, Ausbildung und Beruf
Merkley ist der Sohn von Darrell und Betty Merkley und wuchs in Portland auf. Er besuchte die dortige David Douglas High School. Als erstes Mitglied seiner Familie besuchte er ein College und nahm das Studium an der Stanford University auf, das er 1979 mit einem Bachelor im Studienfach Internationale Beziehungen abschloss. 1982 erlangte er den Masterabschluss an der Woodrow Wilson School der Princeton University.
Während des Studiums hatte er ein Praktikum beim republikanischen Senator Mark Hatfield gemacht, es folgte ein Praktikum beim Carnegie Endowment for International Peace. Anschließend war er Fellow im Office of the Secretary of Defense, dem Verwaltungsapparat des Verteidigungsministeriums, und Analyst für das Congressional Budget Office. 1991 kehrte Merkley nach Portland zurück und leitete dort das Bundesstaatsbüro der Hilfsorganisation Habitat for Humanity.
Merkley ist verheiratet mit Mary Sorteberg. Sie haben zwei Kinder.

## Politische Laufbahn
Im November 1998 wurde Merkley in das Repräsentantenhaus von Oregon gewählt, dem er von Januar 1999 bis zum 2. Januar 2009 angehörte. Ab 2003 war er Fraktionsvorsitzender der Demokraten, die damals in der Minderheit waren (minority leader). Von Januar 2007 bis Januar 2009 war er Speaker des Parlaments. Er setzte sich dort für die rechtliche Gleichstellung Homosexueller und die Anliegen der Gewerkschaften ein, weshalb diese zu seinen starken Verbündeten wurden.
Merkley trat bei der Senatswahl 2008 gegen den republikanischen Mandatsinhaber Gordon H. Smith an und gewann. Seit dem 3. Januar 2009 gehört Merkley dem Senat der Vereinigten Staaten an und gewann die Wiederwahl 2014 trotz negativen Gesamttrends der Demokraten bei der zeitgleichen Halbzeitwahl mit etwa zwei Dritteln der abgegebenen Stimmen gegen die Republikanerin Monica Wehby.
Merkley hatte lange kein nationales Profil, zeigte sich aber während Donald Trumps erster Präsidentschaft als scharfer Kritiker der restriktiven Einwanderungspolitik Trumps, insbesondere der Trennung illegal eingewanderter Familien. Als Mitglied des Auswärtigen Ausschusses bezog Merkley häufig Position gegen Trumps Außenpolitik und vertrat die USA zeitweilig bei den Vereinten Nationen.
Ihm wurden Ambitionen auf eine Präsidentschaftskandidatur 2020 nachgesagt. Im November 2018 bemühte er sich darum, das Wahlgesetz des Bundesstaates Oregon dahingehend zu ändern, dass ein gleichzeitiges Antreten für zwei Positionen möglich würde. Damit würde eine Präsidentschaftskandidatur in der Vorwahl der Demokraten möglich, ohne zugleich seinen Senatssitz aufzugeben. Er konnte seinen Sitz im Senat in der Kongresswahl 2020 verteidigen. Seine aktuelle Legislaturperiode im Senat des 117. Kongresses läuft noch bis zum 3. Januar 2027.

## Positionen
Merkley gilt als progressiver, eher linker Demokrat, der Präsident Barack Obama bei dessen Politik unterstützte, insbesondere bei der Gesundheitsreform Obamacare 2010. Er brachte Gesetze in den Senat ein, die für eine Unabhängigkeit der USA von Energieimporten (energy independence) und Diskriminierung auf der Grundlage der sexuellen Orientierung am Arbeitsplatz sorgen sollten. Merkley setzte sich für eine Reform des Filibuster und der Wahlkampffinanzierung ein (siehe Citizens United v. Federal Election Commission). Er ist ein Unterstützer des SAFE Banking Act.
Im November 2018 hatte Merkley im Senat in nur 10,1 Prozent der Fälle mit der Position des Präsidenten Trump gestimmt, eine der geringsten Übereinstimmungen aller Senatoren.